# Paulo Eiró
Paulo Emilio de Salles Chagas Eiró (Santo Amaro, 15 de abril de 1836 — 27 de junho de 1871) foi um poeta e dramaturgo brasileiro.

## Biografia
Nasceu em 1836 e faleceu em 1871, sendo um prodígio para sua época, aos 35 anos. Algumas fontes reportam que Eiró, assim como muitos poetas do século XIX tinha uma musa inspiradora, um amor escondido e impossível. Teria amado sua prima desde pequeno e a tido como musa.
Em março de 1859, como professor de uma escola pública de ensino fundamental na Villa de Santo Amaro, solicitou licença de trabalho e abono do seu salário enquanto cursaria a Faculdade de Direito. Comprometeu-se a pagar o salário do seu professor substituto no decorrer do seu curso.
Filho de um professor apelidado de “Chico Doce” também tomou apreço pela profissão já aos dezenove anos e construiu um teatrinho para a vizinhança santamarense. Eram concorridos os papéis para suas peças cômicas onde também atuou. Das tantas tentativas em impressionar sua musa, nada adiantou, pois ao voltar de uma de suas longas e exaustivas viagens pelos estados brasileiros vizinhos, presencia sem querer a celebração de casamento da musa platônica. Foi a partir desse fato que Paulo sucumbiu à falta de lucidez e sua sanidade já não lhe servia como amiga. Nesse período em que procura saídas para sua dor, tenta cursar Direito na Faculdade São Francisco, recebe até certo reconhecimento pela beleza de seus versos, mas abandona o curso devido a problemas de saúde. Tenta ainda o seminário, mas era um ser curioso, dotado de questionamentos humanos e libertários. Sendo assim, um dos padres ordena que queime grande parte de sua maior riqueza, as poesias revolucionárias. O escritor Henrique L. Alves acrescenta: “O poeta viveu perseguido pelo desleixo, mergulhado no esquecimento, tanto em vida quanto na morte".

## Outros Nomes
Paulo Eiró utilizou ao longo de sua vida outros nomes: Paulo Francisco de Sally, Paulo Emilio de Salles, Paulo Emilio de Sally Eiró.

## Projeto Relembrando Paulo Eiró
Em 2011 o projeto "Relembrando Paulo Eiró" que teve como proponente Gustavo Guimarães Gonçalves, foi contemplado pelo Edital da prefeitura da Cidade de São Paulo, assim, o nome de Paulo Eiró foi relembrando historicamente com pesquisas diversas resultando em livretos que foram distribuído em várias escolas públicas, uma peça: "Eiró - A vida entre as obras" e um documentário: "Diga-me Paulo Eiró". O livreto teve c coordenação de Gustavo Guimarães Gonçalves e Angela Belei e ilustrações de Algacyr da Rocha (Entrevista a Algacyr da Rocha Ferreira, único autorizado pelo escultor Júlio Guerra a realizar intervenções em suas obras.
A peça, "Eiró - A vida entre as obras" teve como direção Gustavo Guimarães Gonçalves e foi Apresentada nos CEUs: Casa Branca, Campo Limpo, Capão Redondo, Guarapiranga, Casa de Cultura de Santo Amaro e Paço Cultural Julio Guerra. Também foi apresentada no festival Satyrianas 2011.
O Documentário "Diga-me Paulo Eiró"  foi exibido nos CEUs: Casa Branca, Campo Limpo, Capão Redondo, Guarapiranga, Casa de Cultura de Santo Amaro e Paço Cultural Julio Guerra. Também foi exibido nas OC Amácio Mazzaropi, SP Escola de teatro e SESC Santo Amaro.

## Homenagem
Em março de 1957 foi inaugurado o Teatro Paulo Eiró, no bairro de Santo Amaro, tombado pelo Conpresp em 1992 graças ao seu valor arquitetônico.